# 이반 카살
하비에르 이반 카살 바에스(스페인어: Javier Iván Cazal Báez, 1999년 3월 22일 ~ )는 파라과이의 축구 선수로, 포지션은 오른쪽 미드필더다. 현재 파라과이 프리메라 디비시온의 솔 데 아메리카에서 활약하고 있다.